# Высшие женские курсы

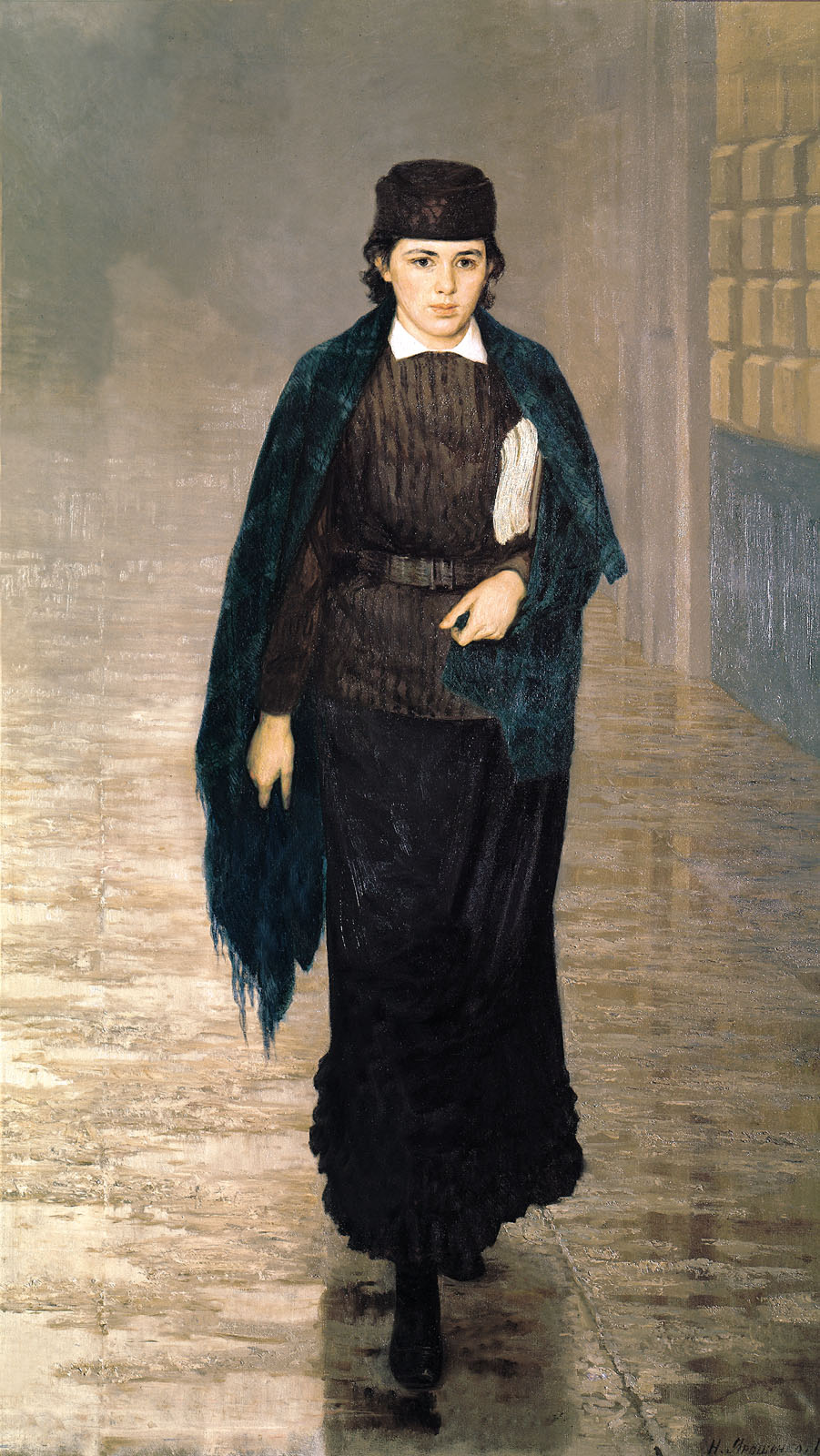
Николай Ярошенко. «Курсистка», 1883

Высшие женские курсы — учебные заведения системы высшего образования для женщин в Российской империи.
Первые высшие женские курсы — Аларчинские в Петербурге и Лубянские в Москве — появились в 1869 году. Женские курсы, особенно курсы Герье и Бестужевские, сыграли важную роль в развитии женского образования в России. Как особый тип высшего учебного заведения перестали существовать после революции 1917 года.

## История женского образования в России
Пётр I Указом от 24 января 1724 года предписал монахиням воспитывать сирот обоего пола и обучать их грамоте, а девочек, сверх того, пряже, шитью и другим рукодельям. При Елизавете Петровне указом 1754 года были учреждены акушерские школы — сначала в Москве и Петербурге. В это же время в столице появились частные пансионы.
Фактически, первым актом, положившим начало школьному образованию женщин в России, стал указ императрицы Екатерины II от 5 мая 1764 года, которым при Воскресенском монастыре в Санкт-Петербурге было учреждено Воспитательное общество благородных девиц (на 200 воспитанниц), ставшее известным как Смольный институт; при нём указом от 13 января 1765 года было учреждено училище для 240 малолетних девушек мещанского звания. В учреждённые позже народные училища принимались дети обоего пола; но, как отмечал Г. Державин, по господствовавшему в обществе взгляду, обучение девочек в публичных школах считалось делом «непристойным». После смерти Екатерины II заведование учреждёнными ею заведениями перешло в Ведомство учреждений императрицы Марии. Институты Ведомства до середины XIX века являлись основным элементом среднего женского образования в России, однако внимание в них уделялось более нравственному воспитанию, а не научному образованию. В первой половине XIX века начали появляться частные пансионы для дворянок в провинции, которые не улучшили качества женского образования.
В 1856 году, на основании доклада А. С. Норова Александр II повелел «приступить к соображениям об устройстве на первый раз в губернских городах женских школ, приближенных по курсу преподавания к гимназиям»; по «Положению», утверждённому 30 мая 1858 года в провинции стали создаваться училища 1-го разряда (с шестилетним курсом) и 2-го разряда (с трёхлетним курсом).
В 1857 году Н. А. Вышнеградский начал издавать в Петербурге журнал «Русский педагогический вестник», в котором последовательно проводил мысль о необходимости широкой постановки женского образования в России. По его проекту в 1858 году при Павловском институте было открыто Мариинское женское училище, начальником которого он и был назначен. В этом же году были открыты ещё три женских училища в Петербурге под началом Вышнеградского: Коломенское, Васильеостровское и Петербургское; а в Виленском учебном округе в 1858 году появились женские училища в Вильне, Ковно, Гродно и Минске (с преподаванием польского языка). В 1859 году были открыты училища в Вышнем Волочке, Киеве и Саратове, а в 1860 году, пятое в Петербурге, — Вознесенское. Спустя 10 лет, 24 мая 1870 года было утверждено «Положение» о женских гимназиях и прогимназиях ведомства Министерства народного просвещения, по которому устанавливались семиклассные женские гимназии с возможностью для готовящихся к педагогической деятельности учреждения восьмого (одно или двухгодичного) класса.
Стремление женщин к высшему образованию вполне определённо проявилось в 1860 году, когда на университетских лекциях стали появляться женщины. Старый университетский устав прямо не запрещал женщинам присутствовать в университетах, и либерально настроенные профессора пользовались этим, допуская женщин на лекции и в лаборатории в качестве вольнослушательниц. Первой российской студенткой стала Наталья Корсини, посещавшая лекции знаменитого юриста Константина Кавелина в Петербургском университете. Надежда Суслова, Варвара Кашеварова-Руднева и Мария Бокова, в будущем — первые женщины-врачи в России, начинали своё обучение в Медико-хирургической академии. Вскоре присутствие женщин в университетах стало обычным явлением.
При разработке университетского устава 1863 года министерство народного просвещения сделало университетам запрос о том, могут ли женщины допускаться к слушанию лекций совместно со студентами и к испытанию на учёные степени и какими правами при этом они должны пользоваться. На все эти вопросы советы Московского и Дерптского университетов (первый — большинством 23 голосов против 2) дали резкий отрицательный ответ. Но большая часть российской профессуры поддержала женское стремление к высшему образованию. Советы Казанского и Петербургского университетов предложили допустить женщин к совместному со студентами слушанию лекций и приобретению всех учёных степеней на правах вольнослушателей, причём второй полагал, что диплом должен давать женщинам право на медицинскую практику и на штатные должности лишь в высших женских учебных заведениях, совет же казанского университета не делал этого ограничения. Наконец, Советы Харьковского и Киевского университетов находили возможным допустить женщин к слушанию лекций как на правах вольнослушателей, так и на правах студентов, а равно к приобретению учёных степеней, которые, по мнению Совета Харьковского университета, должны им давать те же права по государственной службе, что и мужчинам.
Но студенческие протесты начала 1860-х настроили правительство подозрительно по отношению к женскому образованию. Женская эмансипация воспринималась как потенциальный фактор разжигания протестных настроений среди студенчества. Военный министр Дмитрий Милютин отозвался о студентках как о «революционерках в кринолинах, наиболее фанатичных из всех». Университетский устав 1863 года закрыл женщинам доступ в университеты. Те из них, кто мог себе это позволить, стали уезжать в заграничные университеты, преимущественно в Швейцарию.
Сам вопрос организации в России высшего женского образования, горячо обсуждавшийся в начале 1860-х годов, в 1864 году окончательно замер даже в печати, пока он вновь не был поднят Е. И. Конради. В декабре 1867 года она внесла на обсуждение проходившего тогда в Санкт-Петербурге первого съезда русских естествоиспытателей и врачей записку о необходимости научного образования для женщин; но съезд, не имея в своем составе педагогического отдела, не имел права входить в обсуждение записки и вынужден был ограничиться выражением сочувствия к её основной мысли. В мае 1868 года на имя ректора Санкт-Петербургского университета К. Ф. Кесслера поступили заявления от 400 женщин с просьбой об устройстве «лекций или курсов для женщин». В числе ходатайствовавших было около ста женщин высшего круга; во главе движения стояли Е. И. Конради, Н. В. Стасова, В. П. Тарновская, Е. Н. Воронина, О. А. Мордвинова, А. П. Философова, М. В. Трубникова; содействие им с самого начала оказывал А. Н. Бекетов. Одновременно с этим и в Москве образовался кружок женщин, решившихся добиваться высшего образования.
Прошение о разрешении устроить научные курсы было подано министру народного просвещения графу Д. А. Толстому.
Наиболее широкого развития достигли высшие женские курсы в Петербурге, главным образом благодаря энергии их учредительниц и лиц им содействовавших (А. Н. Бекетов, О. Ф. Миллер, А. Я. Герд, А. Н. Страннолюбский), а также учреждению «Общества для доставления средств Высшим женским курсам».

## Высшие женские курсы

### Аларчинские курсы, Санкт-Петербург, 1869—1875
1 апреля 1869 года, И. И. Паульсон, с разрешения правительства открыл в здании 5-й Санкт-Петербургской мужской гимназии, у Аларчина моста, подготовительные курсы, которые должны были пополнить пробелы среднего образования женщин. Ранее, с начала года, преподаватель гимназии К. Д. Краевич по воскресным дням начал читать здесь физику для лиц женского пола, желавших познакомиться с главными законами физических явлений; в первой половине года у него было 8 слушательниц (4 дамы и 4 девицы), во второй — 5 (2 дамы и 3 девицы).
На открывшихся курсах читались: русский язык (И. Ф. Рашевский), физика (П. П. Фан-дер-Флит), математика (А. Н. Страннолюбский), химия (А. Н. Энгельгардт, до ареста в декабре 1870), педагогика (И. И. Паульсон), а впоследствии: ботаника (А. Я. Гердт), зоология, математическая и физическая география. В помещении гимназии курсы работали до 1875 года, после чего, претерпев ряд преобразований, положили основание Бестужевским курсам.

### Лубянские курсы, Москва, 1869—1886
В октябре 1869 года в Москве, в здании 2-й гимназии, а затем на Лубянке, открылись «публичные курсы для женщин по программе мужских классических гимназий» — Лубянские женские курсы.

### Владимирские курсы, Санкт-Петербург, 1869—1875
29 ноября 1869 года Министр народного просвещения дал согласие на учреждение «общих публичных лекций, то есть совокупно для мужчин и женщин, на основании общих постановлений о публичных лекциях», поскольку организация таких курсов не требовала новых постановлений в сложившейся учебной системе государства. 20 января 1870 года курсы открылись в Санкт-Петербурге, сначала в свободном помещении здания Министерства внутренних дел; читались лекции по русской словесности, всеобщей и русской истории, ботанике (морфологии и физиологии растений), зоологии, геологии, анатомии и физиологии человека, органической и неорганической химии; лекции эти имели определённый систематический характер университетского преподавания; чтение каждого предмета рассчитано было на два года: два года также читались лекции по государственному и уголовному праву. Лекции читались по вечерам. Наплыв слушателей был очень большой: в первый же год записалось более 900 человек. На следующий год курсы были перенесены в гимназию при историко-филологическом институте, а затем — в здание Владимирского уездного училища (Владимирский проспект, д. 21 — построен в 1870, разобран в 1991), по которому и получили своё название. Через некоторое время контингент курсов стал преимущественно женский и курсы были переведены в Василеостровскую женскую гимназию (9-я линия В. О., д. 6). Владимирские курсы, по многим причинам, вынуждены были приостановить свою деятельность в 1875 году.

### Курсы В. И. Герье, Москва, 1872—1888 и 1900—1918

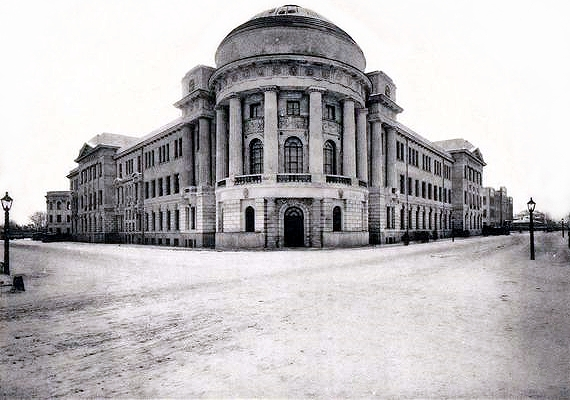
Московские высшие женские курсы

Наиболее прочную организацию высшее женское образование получило в 1872 году, когда профессор московского университета В. И. Герье организовал в Москве высшие женские курсы. Согласно положению, утверждённому 6 мая 1872 года министром народного просвещения, графом Д. А. Толстым, Московские высшие женские курсы были частным учебным заведением, которое имело своей задачей дать возможность девицам, окончившим средние учебные заведения, продолжать общее образование. Преподавателями были профессора Московского университета, которые составляли педагогический совет, не только заведовавший всей учебной частью, но и составлявший смету расходов. Совет избирал из своей среды председателя (В. И. Герье), на котором лежала ответственность перед правительством за действия курсов. На курсы допускались как слушательницы, так и вольнослушательницы. Сначала курс обучения был двухлетним, но с 1879 года он стал трёхлетним; из учебной программы был исключён общеобразовательный курс энциклопедического характера по естественным наукам. Таким образом, курсы В. И. Герье приобрели историко-филологическую направленность. Число слушательниц в первый год после открытия курсов доходило до 70, затем постепенно возросло — до 256 в 1884—1885 учебном году. Средства московских курсов складывались, в основном, из оплаты обучения слушательницами.

### Высшие женские медицинские курсы, Санкт-Петербург, 1872—1882
В 1872 году были открыты Высшие женские медицинские курсы при Медико-хирургической академии в Петербурге.
Первоначально они были учреждены «в виде опыта» с четырёхлетним сроком обучения для подготовки «ученых акушерок». В 1876 году после четырёхлетнего эксперимента был добавлен пятый год обучения (в основном медицинская практика), и весь курс преподавания был приравнен к программе преподавания на медицинских факультетах университетов и в Медико-хирургической академии.

### Бестужевские курсы, Санкт-Петербург, 1878—1918

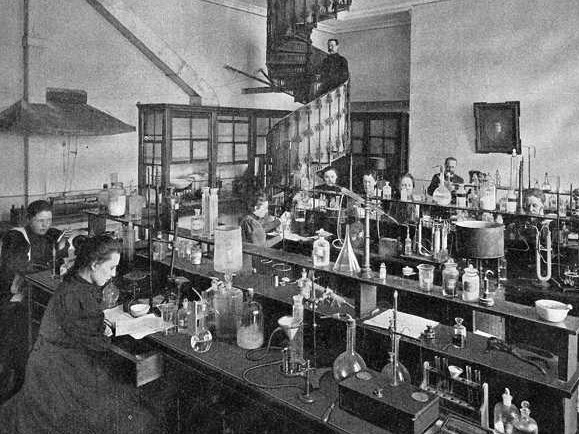
Химическая лаборатория Бестужевских курсов, 1917

Особая комиссия, образованная в 1873 году под председательством статс-секретаря И. Д. Делянова, выработала проект создания правительственного высшего учебного заведения для женщин, а в 1875 году последовало правительственное сообщение с обещанием доставить женщинам в России ту же возможность высшего образования, ради которой они устремлялись за границу. Этим настроением воспользовались учредители Владимирских курсов во главе с А. Н. Бекетовым и добились разрешения открыть в 1878 году Высшие женские курсы с систематическим, университетским характером преподавания, причём открытие курсов признано было министром народного просвещения, графом Д. А. Толстым, делом полезным и даже необходимым в видах отвлечения русских женщин от обучения в заграничных университетах (цель эта и была достигнута; в 1881 году число русских женщин, учившихся за границей, упало до 9, тогда как с закрытием высших и врачебных курсов оно вновь стало выражаться в сотнях). Во главе педагогического совета, в качестве заведующего курсами, стал, согласно желанию министра, профессор К. Н. Бестужев-Рюмин (отсюда — название курсов), которого в 1881 году заменил А. Н. Бекетов (являвшийся в 1879—1885 годах и председателем комитета Общества для доставления средств Высшим женским курсам).

### Казанские курсы, с 1876
В 1876 году, по ходатайству профессора Н. В. Сорокина, открылись высшие женские курсы в Казани. Первоначально они были устроены по образцу курсов В. И. Герье, но в 1879 г. последовало подразделение общеобразовательной программы курсов на две специальности: словесно-историческую и физико-математическую.
На казанских курсах учились 575 женщин; из них около 200 окончили курс с дипломом.

### Киевские курсы, 1878—1920
В 1878 году открылись высшие женские курсы в Киеве. Учредителем курсов был избран профессор С. С. Гогоцкий, который председательствовал в педагогическом совете до 1881 года, когда его заменил В. С. Иконников. Курсы просуществовали до 1920 года.

### Сибирские высшие женские курсы
К 1905 году в Томский университет и Томский политехнический институт приехали профессора, которые не только сочувствовали идее предоставления женщинам права на получение высшего образования, но и сами преподавали на высших женских курсах в Санкт-Петербурге и Москве. Они выступили инициаторами создания в Сибири высших женских курсов, хотя уже с 1906 года советы Томского университета и Томского технологического института до официального разрешения позволили «лицам женского пола» посещать лекции. Согласно Циркуляру 1908 года они уже не смогли принимать новых вольнослушательниц вплоть до 1913 года. Открывшиеся в 1907 году Томские высшие историко-философские курсы так и не стали полноценным учебным заведением.
В день годовщины присоединения Сибири к России, 26 октября (8 ноября) 1910 года, в Томске состоялось торжественное открытие Сибирских высших женских курсов (СВЖК), при создании которых были учтены прежние недостатки и поставлена цель: курсы должны были стать полноценным вузом. Они стали третьим вузом Сибири, единственным за Уралом, где женщины беспрепятственно могли получить высшее образование. Курсы открылись как частное учебное заведение, 80 % бюджета которого состояло из платы за учёбу, остальное — средства города, обществ и частных лиц. Формулировка «за невзнос платы» была, к сожалению, главной причиной прекращения обучения на курсах. Сначала курсы имели одно естественное отделение физмата (80 слушательниц), через год добавилось математическое отделение. В силу объективных обстоятельств так и не были открыты медицинское, химико-фармацевтическое, историко-филологическое отделения, а также факультет сибиреведения. В 1915 году первые 29 выпускниц были допущены к испытаниям в государственной экзаменационной комиссии.
В связи с допуском женщин к обучению в университетах в 1920 году Сибирские высшие женские курсы были закрыты решением Сибревкома.

## Прочие проекты
В остальных университетских городах открытие Высших женских курсов не могло состояться. В 1879 году профессор А. С. Трачевский открыл в Одессе приготовительные курсы и представил проект высших курсов, но проект этот не получил осуществления; в 1881 году поступили из Варшавы и Харькова ходатайства профессоров об открытии высших женских курсов, но разрешения не последовало. В 1879 году предписано было принимать в вольнослушательницы только таких лиц, которые имеют постоянные служебные занятия или живут в семьях в том городе, где находятся курсы, и притом с особого, каждый раз, разрешения попечителя учебного округа. В 1886 году министерство народного просвещения предписало прекратить приём слушательниц на все Высшие женские курсы, мотивируя эту меру необходимостью пересмотра вопроса о высшем женском образовании.
В 1889 году было разрешено возобновить приём на петербургские курсы, но при этом им дана была совершенно иная организация — заведование курсами перешло из рук Общества, их создавшего, в руки директора, избирающего преподавателей, и инспектрисы, руководящей воспитательной частью. Как директор, так и инспектриса назначались министерством народного просвещения. Обществу, через посредство попечительного комитета, предоставлено заведование исключительно хозяйственной частью. Из учебной программы было исключено преподавание естественной истории, гистологии и физиологии человека и животных. Учебные планы утверждались министерством. Курсы состояли из двух отделений — историко-филологического и физико-математического. В слушательницы принимались окончившие среднее учебное женское заведение и представлявшие письменное разрешение родителей, опекунов или других лиц, на попечении которых они состояли (такое разрешение требовалось и раньше), а также удостоверение о том, что располагают достаточными средствами для безбедного существования во всё продолжение учения. Вольнослушательницы принимались в числе не более 2 % от всего числа учащихся. Плата за учение 100 руб. в год. Слушательницы должны были жить либо у родителей или близких родственников, либо в устроенном при курсах интернате (плата — 300 руб. за учебный год), но не на частных квартирах. Обеспечение материальными средствами осталось за Обществом (за первые три года существования курсов в новом изменённом виде субсидия министерства народного просвещения — 3000 руб. в год, шедшая полностью на содержание директора курсов, а также платежи слушательниц составили 65580 руб., или 58 % всех расходов на курсы; остальное покрывалось Обществом). В 1892/1893 учебном году, когда уже открыты были на обоих отделениях все четыре курса, слушательниц числилось 385; из них только 87 — на физико-математическом отделении.
В 1894 году открыло свою деятельность Общество вспоможения окончившим Санкт-Петербургские высшие женские курсы. В Москве, а также в Одессе, при Обществе естествоиспытателей, читались лекции для женщин по отдельным предметам. С 1863 года в ведомстве Императрицы Марии существовали Женские педагогические курсы. В 1889 году в Санкт-Петербурге были открыты М. М. Бобрищевой-Пушкиной женские курсы новых языков, на которых преподавалась и история западноевропейских литератур, а также изящные рукоделия (выжигание по дереву, рисование по фарфору и проч.); несколько ранее княгиней Масальской были открыты подобные курсы в Варшаве. С 1906 года действовали в Санкт-Петербурге Высшие женские историко-литературные курсы Н. П. Раева.
В Финляндии с 1871 года женщинам был открыт доступ в Гельсингфорсский университет, где в 1890 году было 17 студенток, из них 6 — на историко-филологическом факультете, 9 — на физико-математическом и 2 — на медицинском.